# Bernd Hackmann
Bernd Hackmann (* 7. Oktober 1963 in Duisburg) ist ein deutscher Filmtonmeister und Filmemacher.

## Biografie
Bernd Hackmann arbeitet seit den späten 1990er Jahren als Filmtonmeister für verschiedene Film- und Fernsehformate, wie z. B. für Werbefilme, Musikvideos, Fernsehserien und Spielfilme. Des Weiteren hat er aber auch eigene Kurzfilme realisiert, unter anderem Die Gelben Teufel, mit dem Filmregisseur und Schauspieler Sinan Akkuş in einer der Hauptrollen, und Die Operation. Letzterer feierte 2001 seine Premiere auf dem Slamdance Film Festival im Rahmen der Kölner Popkomm.

## Filmografie (Auswahl)
- 1997: Praxis Dr. Hasenbein (Regieassistenz)
- 2001: Die Operation (Drehbuch, Regie und Produktion)
- 2016: Die Gelben Teufel (Drehbuch, Regie und Produktion)

## Auszeichnungen und Nominierungen
- 2011: Vornominierung für den 1. Filmpreis für Tongestaltung für Ein Tick anders